# Boreosyrtis
Boreosyrtis és una característica d'albedo a la superfície de Mart, localitzada amb el sistema de coordenades planetocèntriques a 54.68 ° latitud N i 70 ° longitud E. El nom va ser aprovat per la UAI l'any 1958 i fa referència a Boreosyrtis, literalment «al nord de Syrtis». Nom compost pel que sembla la continuació nord de Nilosyrtis.